# Joe Sakic
Joseph Steven „Joe“ Sakic ([sækɨk]; * 7. Juli 1969 in Burnaby, British Columbia) ist ein ehemaliger kanadischer Eishockeyspieler und derzeitiger -funktionär. Während seiner Spielerkarriere absolvierte er zwischen 1988 und 2009 mehr als 1.500 Partien für die Nordiques de Québec und deren Nachfolge-Franchise, die Colorado Avalanche, auf der Position des Centers. In seiner 20 Spielzeiten dauernden Karriere in der National Hockey League (NHL) gewann er mit der Avalanche unter anderem zweimal den Stanley Cup sowie 2001 als wertvollster Spieler der NHL die Hart Memorial Trophy. Auf internationaler Ebene erreichte er mit der kanadischen Nationalmannschaft unter anderem bei der Weltmeisterschaft 1994 und den Olympischen Winterspielen 2002 den Gewinn der Goldmedaille und wurde somit 2002 in den Triple Gold Club aufgenommen.
Sakic wurde 1992 zum Kapitän der Nordiques ernannt und hatte dieses Amt bis zu seinem Karriereende 2009 in Colorado inne. Zum Zeitpunkt seines Karriereendes belegte er den achten Platz auf der Liste der erfolgreichsten Scorer der NHL-Geschichte. Sein Stammverein Colorado Avalanche ehrt den Spieler damit, dass seine Rückennummer 19 seit seinem Rücktritt vom aktiven Sport nicht mehr vergeben wird. Zwei Jahre nach seinem Rücktritt nahm er im April 2011 einen Posten im Vorstand der Avalanche an und ist seit 2014 deren General Manager. Im November 2012 wurde Joe Sakic in die Hockey Hall of Fame aufgenommen, bevor er 2017 auch in die IIHF Hall of Fame gewählt wurde.

## Karriere

### Frühe Jahre (1969–1988)
Joe Sakic wurde als Sohn kroatischer Einwanderer im kanadischen Burnaby geboren. Da im Elternhaus überwiegend Kroatisch gesprochen wurde, lernte der Kanadier erst mit dem Eintritt in den Kindergarten Englisch zu sprechen. Im Alter von vier Jahren besuchte Joe Sakic erstmals ein Spiel der National Hockey League. Nach der Partie der örtlichen Vancouver Canucks gegen die Atlanta Flames entschied der junge Sakic, Eishockeyspieler zu werden.
Sakic lief 1985/86 in 80 Spielen für die Burnaby BC Selects in der British Columbia Amateur Hockey Association auf. Dabei erzielte der Center 83 Tore und insgesamt 156 Scorerpunkte. Daraufhin nahmen die Lethbridge Broncos Sakic unter Vertrag. Bei den Broncos absolvierte der Kanadier 1986 spät in der Saison seine ersten drei Einsätze in der Western Hockey League (WHL). Das Franchise zog während der folgenden Spielzeit nach Swift Current um und nannte sich fortan Swift Current Broncos. Joe Sakic erhielt in der WHL-Saison 1986/87 gemeinsam mit Dennis Holland die Stewart „Butch“ Paul Memorial Trophy als WHL-Rookie des Jahres. Während der Saison ereignete sich für das Team am 30. Dezember 1986 ein großes Unglück: Als die Broncos zu einem Ligaspiel gegen die Regina Pats unterwegs waren, verlor der Fahrer auf glatter Straße die Kontrolle über den Mannschaftsbus, wodurch der Bus eine Böschung herabstürzte. Vier Spieler der Swift Current Broncos verloren bei dem Unfall ihr Leben. Sakic wurde von Glassplittern getroffen und blieb bei dem Unfall unverletzt. Der Spieler weigerte sich allerdings während seiner gesamten Karriere, detailliert über den Unfall zu sprechen. Die jährlich vergebene Auszeichnung des besten Spielers der WHL trägt seit der Saison 1994/95 im Andenken an die vier Verstorbenen den Namen Four Broncos Memorial Trophy.
1987 wurde Joe Sakic beim NHL Entry Draft, einer jährlichen Veranstaltung, bei der sich Mannschaften der National Hockey League die Rechte an hoffnungsvollen Nachwuchsspielern sichern können, in der ersten Runde an insgesamt 15. Position von den Nordiques de Québec ausgewählt. Der Center absolvierte allerdings auf eigenen Wunsch noch eine weitere Saison in der WHL, um sich auf die NHL vorzubereiten. Sakic steigerte seine Punkteausbeute und wurde am Ende der Saison 1987/88 als wertvollster Spieler der WHL ausgezeichnet sowie zum Spieler des Jahres der Canadian Hockey League ernannt. In dieser Saison spielte er zusammen mit seinem jüngeren Bruder Brian in einer Mannschaft.

### Nordiques de Québec (1988–1995)
Am 6. Oktober 1988 debütierte Joe Sakic bei einem Spiel der Nordiques gegen die Hartford Whalers in der National Hockey League. Bei dieser Partie erzielte er eine Torvorlage. Sein erstes Tor erzielte er zwei Tage später gegen Torwart Sean Burke von den New Jersey Devils. In seiner Rookie-Saison trug Sakic die Rückennummer 88 statt seiner favorisierten 19, die er schon seit seiner Kindheit trug. Auf Grund guter Leistungen zu Beginn der NHL-Saison 1988/89 galt Sakic als Kandidat für die Calder Memorial Trophy, die jährlich an den besten Neuprofi vergeben wird. Wegen einer Knöchelverletzung im Dezember 1988 fiel er für zehn Spiele aus und konnte nach seiner Rückkehr zum Team seine Punktequote nicht halten. Er beendete seine erste Spielzeit in der NHL mit 62 Punkten aus 70 Partien. Die Calder Memorial Trophy erhielt in diesem Jahr Abwehrspieler Brian Leetch.
Zu Beginn der Saison 1989/90 wechselte Sakic seine Rückennummer zur 19, da deren vorheriger Träger Alain Côté seine Karriere beendete. In seiner zweiten Saison erzielte Joe Sakic erstmals mehr als 100 Scorerpunkte. Diesen Erfolg wiederholte er in der folgenden Spielzeit. Zudem wurde er in dieser Saison zum Mannschaftskapitän der Nordiques de Québec ernannt. Das Amt teilte er sich mit Steven Finn – Sakic war Kapitän bei Heimspielen, Finn bei Auswärtsspielen. Trotz der guten Leistungen von Sakic waren die Nordiques nach wie vor eines der schlechtesten Teams der Liga. Während der ersten vier Jahre mit Sakic im Team belegte die Mannschaft stets den letzten Platz der Adams Division und von 1989 bis 1991 dreimal in Folge den letzten Platz der gesamten Liga.
Mit Beginn der Spielzeit 1992/93 wurde Joe Sakic alleiniger Kapitän der Nordiques. Unter seiner Führung erreichte Québec in dieser Saison erstmals seit 1987 wieder die Play-offs. Gleichzeitig wurden teaminterne Rekorde für die meisten Siege und Tabellenpunkte in einer Saison aufgestellt. Joe Sakic erzielte zum dritten Mal in fünf Jahren mehr als 100 Punkte in der regulären Saison. Die Nordiques schieden in der ersten Runde der Play-offs in der Best-of-Seven-Serie nach sechs Spielen gegen die Montréal Canadiens aus. Das Team verpasste 1994 zum wiederholten Male die Play-offs. Vor Beginn der auf Grund eines Lockouts verkürzten Saison 1994/95 wurden die Nordiques in die Northeast Division versetzt. In dieser Spielzeit gewannen sie erstmals nach 1986 wieder einen Divisions-Titel. Das Aus in den Play-offs folgte erneut in der ersten Runde, diesmal gegen die New York Rangers.

### Colorado Avalanche (1995–2009)

#### Stanley-Cup-Erfolge

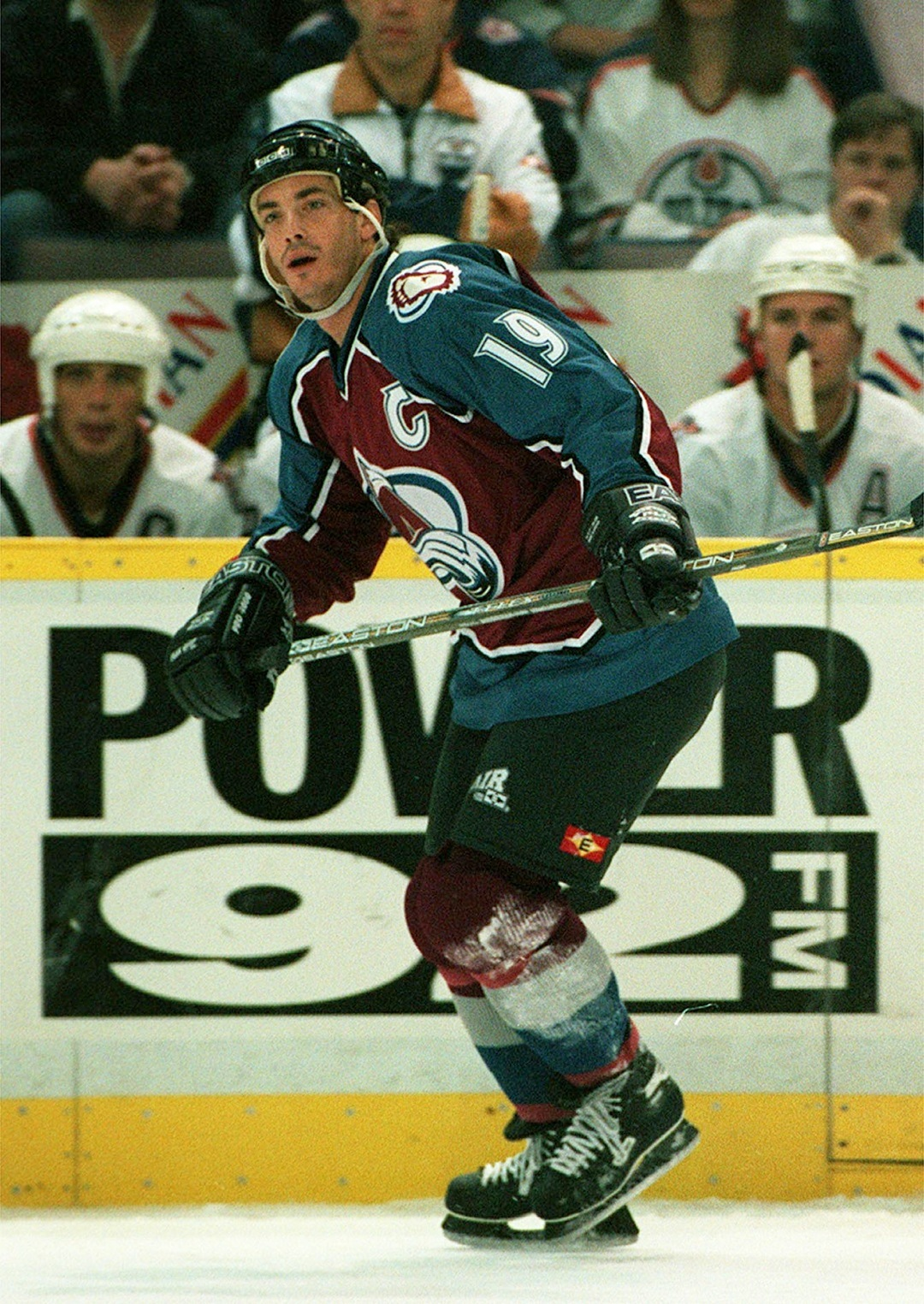
Sakic während eines Saisonvorbereitungsspiels (1997).

Im Mai 1995 verkündeten die Nordiques de Québec den Verkauf des Teams an einen anderen Besitzer. Zu Beginn der Spielzeit 1995/96 zog das Franchise nach Denver im US-Bundesstaat Colorado um und nannte sich fortan Colorado Avalanche. Im ersten Jahr in Denver absolvierte Sakic mit 120 Punkten seine erfolgreichste Saison. Colorado belegte am Ende der Vorrunde hinter den Detroit Red Wings den zweiten Platz der Western Conference. In den anschließenden Play-offs gewann die Avalanche das Conference-Viertelfinale gegen Vancouver, das Conference-Halbfinale gegen Chicago sowie das Conference-Finale gegen Detroit mit 4:2-Spielen. Im Stanley-Cup-Finale spielte Colorado gegen das Siegerteam der Eastern Conference, Florida Panthers. Die Colorado Avalanche besiegte das Team aus Miami mit einem 4:0-Sweep und gewann ihren ersten Stanley Cup. Joe Sakic bestritt alle 22 Play-off-Spiele Colorados, dabei gelangen ihm 18 Tore und 16 Assists. Der Kanadier erhielt im Anschluss an das vierte Spiel in Florida die Conn Smythe Trophy, die jährlich an den wertvollsten Spieler der Play-offs vergeben wird.
In der Saison 1996/97 bestritt der Center auf Grund einer Wadenverletzung nur 65 von 82 möglichen Spielen. Das Franchise gewann zum dritten Mal in Folge einen Divisions-Titel und zum ersten Mal überhaupt die Presidents’ Trophy als punktbestes Team der regulären Saison. In den anschließenden Play-offs scheiterte die Avalanche im Finale der Western Conference an den Detroit Red Wings. Sakics Vertrag lief am Ende der Spielzeit aus und wurde nicht vorzeitig verlängert. Im Sommer 1997 unterschrieb der Kanadier als Restricted Free Agent einen so genannten Offer Sheet, eine Art Vertragsangebot. Der angebotene Vertrag kam von den New York Rangers, hatte eine Laufzeit von drei Jahren und sprach Sakic ein jährliches Festgehalt von 7 Millionen US-Dollar zu. Auf Grund der in den NHL-Regularien festgelegten Bindung zum aktuellen Verein als Restricted Free Agent hatte die Colorado Avalanche eine Woche Zeit, ein gleichwertiges Angebot zu unterbreiten, um den Spieler im Team zu halten, was sie auch taten. Die hohe Gehaltsaufstockung für ihren Kapitän – von vorher 3,1 Millionen US-Dollar pro Spielzeit auf 7 Millionen US-Dollar – ebnete den Weg für viele weitere Gehaltserhöhungen in der NHL.
Während der NHL-Saison 1999/2000 erreichte Joe Sakic mehrere persönliche Meilensteine. Am 27. Dezember 1999 gab der Stürmer bei einem Spiel gegen die St. Louis Blues eine Torvorlage, was gleichzeitig sein 1000. Punkt in der National Hockey League war. Knapp drei Monate später erzielte er gegen die Phoenix Coyotes einen Hattrick, womit er die persönliche Marke von 400 NHL-Toren erreichte. Diese drei Tore schraubten außerdem seine Punkteanzahl auf 1049, womit er Peter Šťastný als erfolgreichsten Scorer des Québec/Colorado-Franchises überholte.
Die Saison 2000/01 verlief für Sakic und die Colorado Avalanche überaus erfolgreich. Der Center beendete die reguläre Saison mit 118 Scorerpunkten und stellte mit 54 erzielten Toren eine persönliche Bestmarke auf. Colorado war am Ende der regulären Saison mit 118 Punkten das beste Team der NHL und erhielt die zweite Presidents’ Trophy. In den Play-offs besiegte die Avalanche im Conference-Viertelfinale die Vancouver Canucks, im Conference-Halbfinale die Los Angeles Kings und im Conference-Finale die St. Louis Blues. Im Stanley-Cup-Finale gewann Colorado die Best-of-Seven-Serie gegen die New Jersey Devils mit 4:3-Spielen. Sakic absolvierte 21 Play-off-Partien und erzielte dabei 26 Punkte, mehr als jeder andere Spieler. Der Kanadier erhielt im Anschluss an diese Spielzeit die Hart Memorial Trophy und den Lester B. Pearson Award für den wertvollsten Spieler der regulären Saison, sowie die Lady Byng Memorial Trophy für den fairsten Spieler mit gleichzeitig hohem sportlichen Standard. Nach der Saison unterschrieb der Kanadier einen neuen Fünfjahresvertrag im Wert von 50,5 Millionen US-Dollar, wodurch er einer der bestbezahlten Spieler der Liga wurde.
Am 9. März 2002 absolvierte Joe Sakic sein 1000. NHL-Spiel. In derselben Saison erreichte die Avalanche erneut das Western Conference-Finale und unterlag dem langjährigen Rivalen und späteren Stanley-Cup-Gewinner Detroit Red Wings. In der Spielzeit darauf fehlte der Angreifer auf Grund von Verletzungen seinem Team für 24 Spiele, ein Jahr später war er mit 87 Punkten drittbester Scorer der NHL. Colorado verpasste zum ersten Mal nach 1995 den Divisions-Titel, die neun in Folge gewonnenen Titel sind aber bis heute Rekord in der NHL.

#### Nach dem Lockout

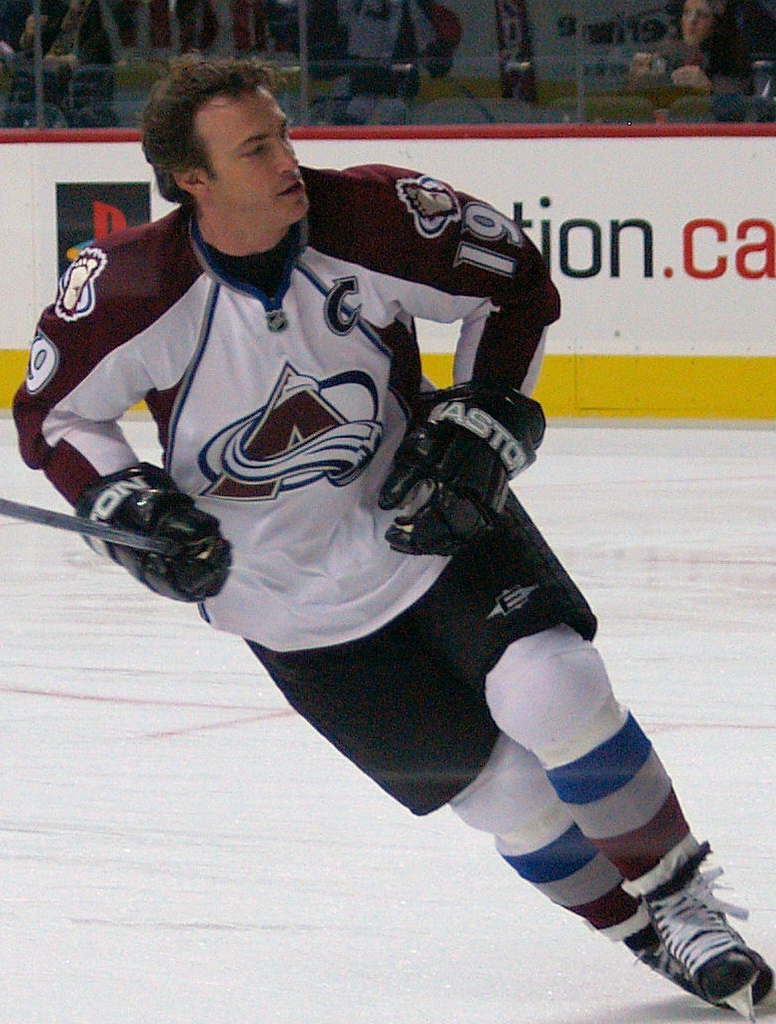
Sakic beim Aufwärmen vor einem Spiel (2007).

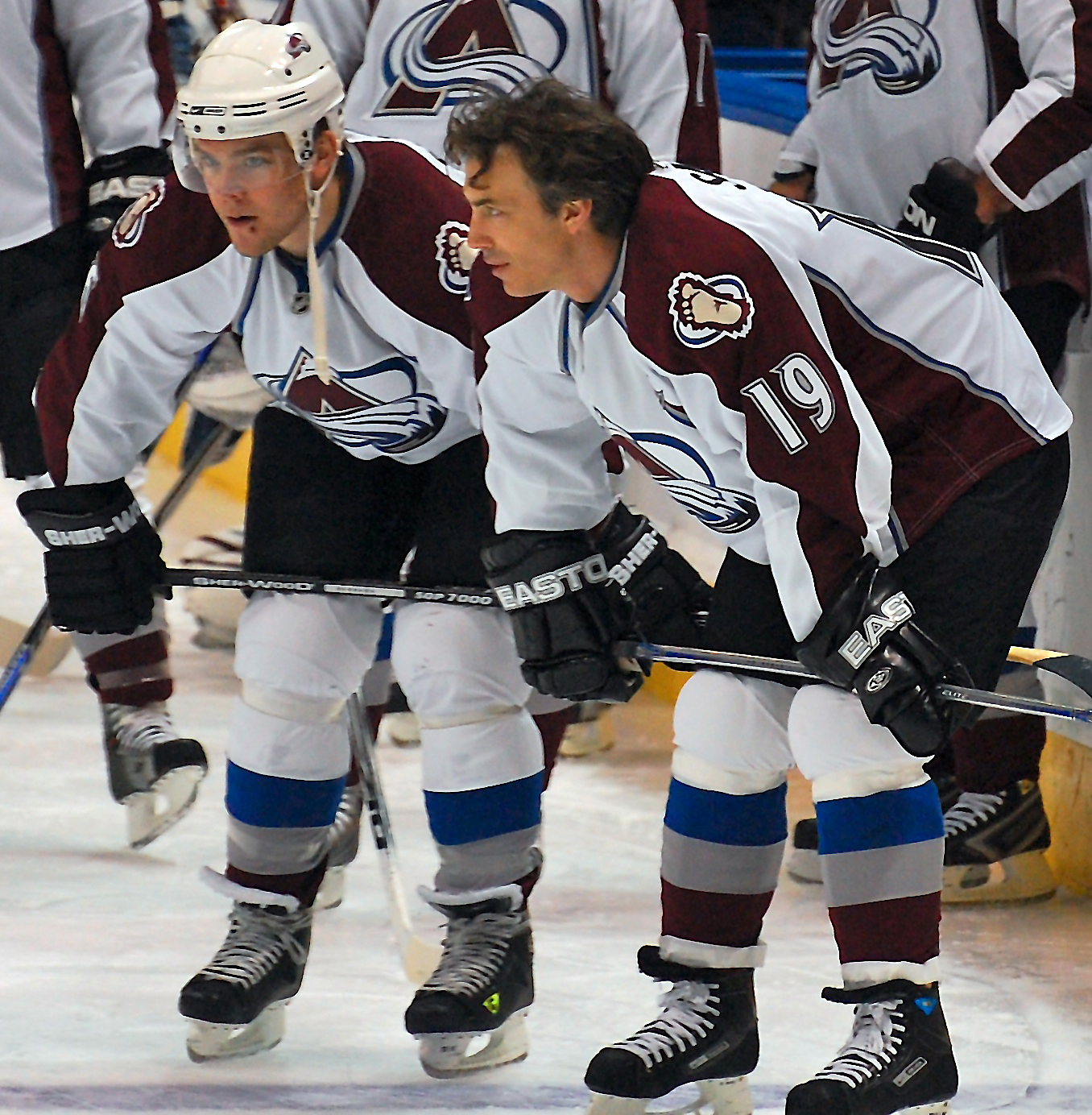
Sakic (r.) neben Paul Stastny (2008). Als Sakic in die NHL kam, wurde er von Peter Šťastný, Pauls Vater, gefördert. Als Paul 2006 zum Team kam, übernahm Sakic diese Rolle für Paul.

Nach dem Lockout in der NHL-Saison 2004/05 war Colorado gezwungen, mehrere Spieler abzugeben, um unter der neu eingeführten Gehaltsobergrenze (Salary Cap) zu bleiben. Die langjährigen Leistungsträger Peter Forsberg und Verteidiger Adam Foote mussten das Team verlassen; Sakic, sowie Rob Blake und weitere Stars, konnten gehalten werden. Trotz der Verluste erreichte die Avalanche das Western Conference-Halbfinale, wo das Team gegen die Mighty Ducks of Anaheim verlor. Im Anschluss an die Spielzeit unterschrieb Joe Sakic, mittlerweile 36 Jahre alt, einen Einjahresvertrag für die Saison 2006/07. In dieser Spielzeit erreichte er am 15. Februar 2007 im Spiel gegen die Calgary Flames als 17. NHL-Spieler überhaupt die 600 Tore-Marke. Im letzten Spiel der Saison erzielte er im Alter von 37 Jahren seinen 100. Saisonpunkt, was ihn nach Gordie Howe zum zweitältesten Spieler in der NHL-Geschichte machte, der in einer Saison 100 Scorerpunkte erreichte. Die Colorado Avalanche verpasste zum ersten Mal in ihrer Geschichte die Play-offs.
Im April 2007 unterschrieb Sakic erneut nur einen Einjahresvertrag, da er in dieser Phase seiner Karriere seine Leistung von Saison zu Saison neu einschätzte und bewertete. Der Stürmer wurde im Anschluss an die Saison 2006/07 von der NHL zum zweiten Mal nach 2001 für die Lady Byng Memorial Trophy nominiert, die Auszeichnung ging allerdings an Pawel Dazjuk. Auf Grund von Verletzungen bestritt er in der Saison 2007/08 nur 44 von 82 möglichen Spielen. Am 22. März 2008 gab er gegen die Edmonton Oilers seine 1000. Torvorlage, er wurde der elfte Spieler in der NHL-Geschichte, der über 1000 Assists erzielte. Die Avalanche qualifizierten sich für die Play-offs und schieden im Western Conference-Halbfinale gegen die Detroit Red Wings aus.
Joe Sakic unterschrieb am 27. August 2008 für seine 20. NHL-Spielzeit einen mit 6 Millionen US-Dollar dotierten Einjahresvertrag. Der Center absolvierte allerdings nur die ersten 15 Spiele, da ihn ein Bandscheibenvorfall früh in der Saison vom Spielbetrieb ausschloss. Außerdem verletzte er sich der Kanadier am 9. Dezember 2008 bei Heimarbeiten mit einer Schneefräse an der Hand. Er erlitt eine Sehnenverletzung und brach sich drei Finger. Sakic konnte sich von seinen Verletzungen nicht rechtzeitig erholen und verpasste die restlichen Spiele der Saison.
Nach insgesamt 1550 NHL-Spielen, 709 Toren, 1120 Torvorlagen und 1829 Punkten für das Franchise, das ihn 1987 gedraftet hatte, erklärte Joe Sakic am 9. Juli 2009 seine Profilaufbahn für beendet. Als Hauptgrund für sein Karriereende nannte der Kanadier, dass seine erlittenen Verletzungen es nicht mehr erlaubten, der Spieler zu sein, der er sein wollte. Bereits in einem Interview im Januar 2007 sagte Sakic, dass er nur so lange Spielen wird, wie er noch eine für ihn ansprechende Leistung abrufen kann. Der Center hatte ursprünglich auf eine weitere Spielzeit sowie eine Teilnahme an den Olympischen Winterspielen 2010 in seiner Heimatstadt Vancouver gehofft. Diese Planungen musste er auf Grund seines körperlichen Zustandes verwerfen.

### International
Joe Sakic vertrat sein Heimatland Kanada bei insgesamt acht internationalen Wettbewerben. Den ersten Einsatz für die kanadische Nationalmannschaft hatte er bei der Junioren-Weltmeisterschaft 1988, bei der die Kanadier die Goldmedaille gewannen. Bei der Weltmeisterschaft 1991 gewann er mit seinem Team die Silbermedaille und steuerte in zehn Spielen elf Scorerpunkte bei. Für den Canada Cup 1991 erhielt der Center eine Einladung, wurde aber wegen seiner ungenügenden Beinarbeit kritisiert und nicht für das Team nominiert.
Sein erstes Gold als Profi bei einer internationalen Veranstaltung gewann er bei der Weltmeisterschaft 1994, nachdem die Kanadier die schwedische Auswahl nach Penalty-Schießen bezwangen. Beim World Cup of Hockey 1996 erreichte er mit seinem Team nach einer Finalniederlage gegen die US-Amerikaner den zweiten Platz, beim selben Turnier acht Jahre später besiegte die kanadische Auswahl die finnische Nationalmannschaft und belegte den ersten Rang.
Seinen ersten Einsatz bei Olympischen Winterspielen hatte Joe Sakic 1998 im japanischen Nagano, ein Medaillenrang wurde jedoch verfehlt. Bei den Spielen von 2002 in Salt Lake City spielte Sakic in einer Angriffsreihe mit Mario Lemieux und Paul Kariya und erzielte bei diesem Turnier in sechs Spielen sieben Scorerpunkte. Damit war der Linksschütze erfolgreichster kanadischer Scorer. Der Angreifer führte die Kanadier zu ihrer ersten olympischen Goldmedaille seit 50 Jahren. Im Finalspiel des Wettbewerbs gegen die US-amerikanische Mannschaft erzielte der Center zwei Tore. Im Anschluss an die Partie wurde Sakic zum wertvollsten Spieler des Turniers gewählt und in den Triple Gold Club aufgenommen. Bei den Winterspielen 2006 lief Sakic für die kanadische Mannschaft als Kapitän auf, das Team verfehlte jedoch die Medaillenränge und belegte den siebten Platz.

## Karrierestatistik

### Internationale Wettbewerbe

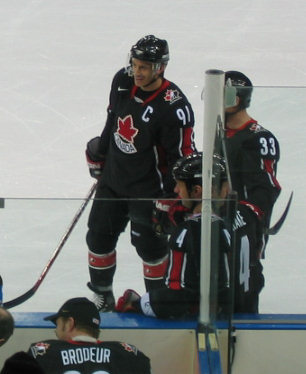
Sakic während der Olympischen Winterspiele 2006 im Trikot der kanadischen Nationalmannschaft.

(Legende zur Spielerstatistik: Sp oder GP = absolvierte Spiele; T oder G = erzielte Tore; V oder A = erzielte Assists; Pkt oder Pts = erzielte Scorerpunkte; SM oder PIM = erhaltene Strafminuten; +/− = Plus/Minus-Bilanz; PP = erzielte Überzahltore; SH = erzielte Unterzahltore; GW = erzielte Siegtore; 1 Play-downs/Relegation; Kursiv: Statistik nicht vollständig)

## Spielstil und Persönlichkeit
Hervorstechendes spielerisches Merkmal Sakics war sein außergewöhnlicher Handgelenkschuss, der während seiner Karriere als sein persönliches Markenzeichen bezeichnet wurde. Auch seine Geschwindigkeit, Spielübersicht sowie die Fähigkeit, in wichtigen Momenten die Ruhe zu bewahren, wurden positiv erwähnt. Seine ruhige Persönlichkeit spiegelte sich sowohl in seiner Spielweise auf dem Eis, als auch in seinem Führungsstil als Mannschaftskapitän wider. So erhielt er 2001 die Lady Byng Memorial Trophy, die auch als Gentleman-Trophäe bezeichnet wird. Der Kanadier wurde unter Teamkollegen und Gegenspielern als meist respektierte Person der Liga angesehen. Sakic galt als Kapitän, der sein Team weniger durch Worte denn durch Taten zu motivieren versuchte, eine Einstellung, die er in jungen Jahren von seinen Eltern beigebracht bekommen hatte.
Den ehemaligen Cheftrainer der Avalanche, Marc Crawford, beeindruckte vor allem Sakics Wille und Entschlossenheit. Auch habe er nie das Gefühl gehabt, ihn zu trainieren, sondern mit ihm zusammenzuarbeiten. Lobend erwähnt wurde auch sein Passspiel sowie seine besonders hohe Spielintelligenz. So sagte sein ehemaliger Trainer Joel Quenneville, Sakic würde instinktiv immer einen Schritt voraus denken.
In einem Interview 2007 sagte Wayne Gretzky, er empfiehlt jungen Centern, die auf der Suche nach einem Vorbild sind, sich an Joe Sakic zu orientieren.
Einer der prägendsten Momente in Sakics Karriere folgte im Anschluss an Colorados zweiten Stanley-Cup-Gewinn 2001. Teamkollege Ray Bourque war am Ende seiner 22. NHL-Saison und zum Zeitpunkt des Titelgewinns punktbester Verteidiger aller Zeiten sowie der Spieler mit den meisten Einsätzen in der National Hockey League, ohne die Meisterschaft zu gewinnen. Anstatt, wie sonst in der Rolle des Mannschaftskapitäns üblich, als erster Spieler den Pokal in die Höhe zu stemmen, reichte Sakic den Cup direkt an Bourque weiter. Diese Geste wird häufig als Beispiel von Sakics Charakter sowie seines Führungsstils gewertet.

## Nach der Karriere

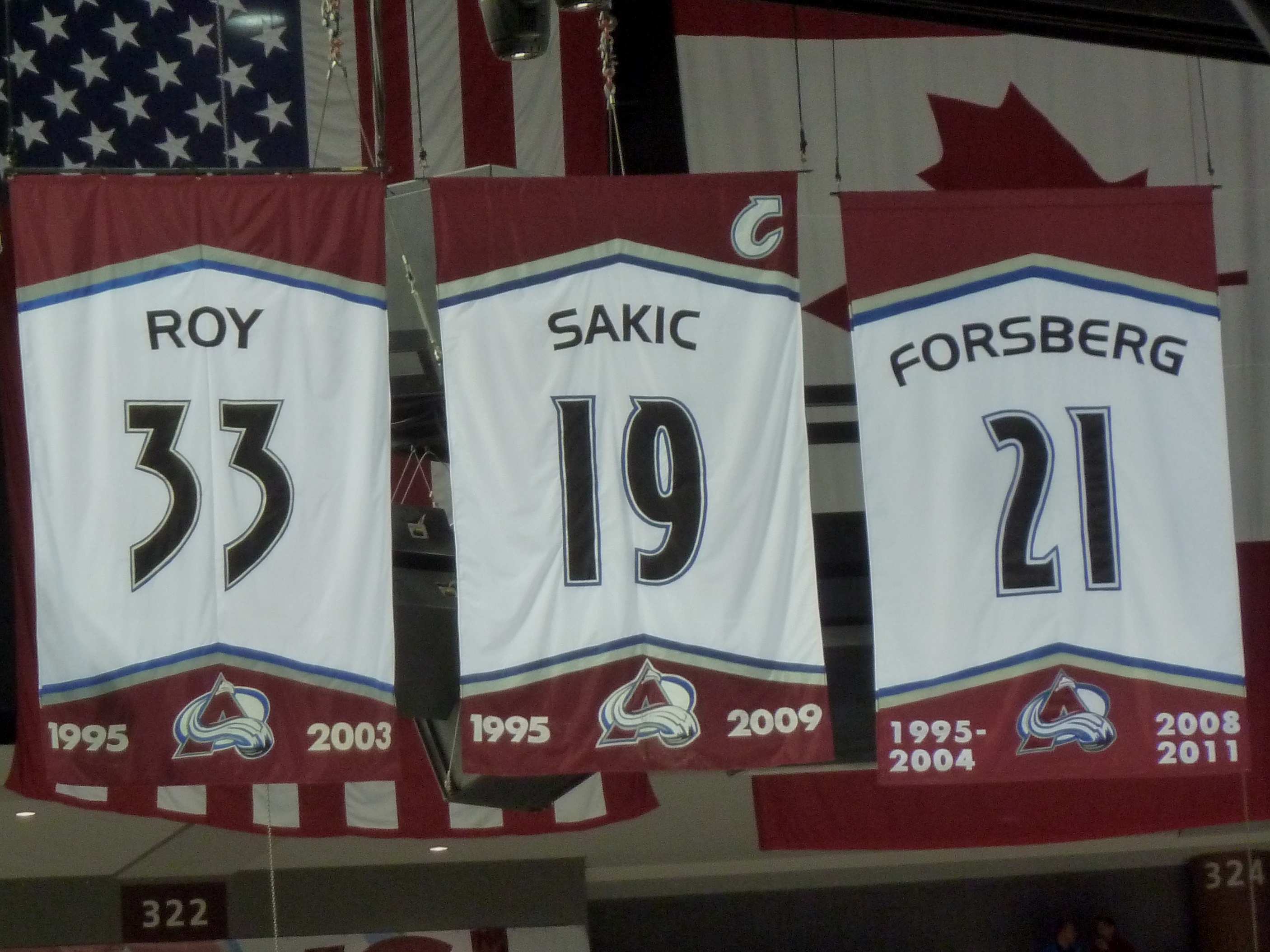
Sakics Trikot hängt an der Hallendecke des Pepsi Centers.

Nach Sakics Karriereende am Ende der NHL-Saison 2008/09 war die Trainerposition der Colorado Avalanche vakant, da der damalige Cheftrainer Tony Granato im Anschluss an diese Saison entlassen wurde. Dies nährte schnell Spekulationen, er könne den Posten übernehmen. Sakic selbst hatte jedoch kein Interesse, eine Profi-Mannschaft zu trainieren.
Sein Trikot mit der Rückennummer 19 wurde am 1. Oktober 2009 vor Colorados Eröffnungsspiel der Saison 2009/10 gegen die San Jose Sharks im Rahmen einer feierlichen Zeremonie von der Colorado Avalanche unter die Hallendecke des Pepsi Centers in Denver gehängt. Sie wird nie wieder an einen Spieler der Avalanche vergeben werden. Sakic ist der dritte Spieler der Avalanche, nachdem Verteidiger Ray Bourque und Torwart Patrick Roy, dem diese Ehre zuteilwurde.
Im Dezember 2010 übernahm Sakic für Colorado repräsentative Aufgaben bei einer NHL-Exekutivrats-Besprechung. Im März 2011 gab das Team bekannt, dass der Kanadier Vorstandsmitglied der Avalanche werden wird. Einen Monat später wurde er zum leitenden Berater und Alternativ-Präsidenten der Colorado Avalanche ernannt. Nachdem er bereits in dieser Funktion die Mehrzahl an Personalentscheidungen getroffen hatte, ersetzte er nach der Saison 2013/14 endgültig Greg Sherman als General Manager, der ihm fortan als Assistent zur Seite stand. Unter einer Ägide gewann Colorado in den Playoffs 2022 den dritten Stanley Cup der Franchise-Geschichte. Zudem wurde er mit dem NHL General Manager of the Year Award geehrt. Im Anschluss an den Erfolg zog sich Sakic als General Manager zurück, übergab das Amt an Chris MacFarland und wurde zum President of Hockey Operations befördert.
Am 12. November 2012 wurde Joe Sakic in die Hockey Hall of Fame aufgenommen. Im Januar 2017 wählte man ihn auch in die IIHF Hall of Fame.

## Sonstiges
Joe Sakic hat mit seiner Frau Debbie drei Kinder. Der Kanadier ist leidenschaftlicher Golfer, jeden Sommer veranstaltet er ein Wohltätigkeits-Golfturnier. Für dieses soziale Engagement erhielt er 2007 von der National Hockey League den NHL Foundation Player Award. In seiner Heimatstadt Burnaby wurde eine Straße nach Sakic benannt, die direkt an einem Junioren-Eishockeyfeld entlang verläuft.
In British Columbia ist er als Burnaby Joe bekannt, während er im US-Bundesstaat Colorado oft als Super Joe bezeichnet wird. Mit Journalisten und Reportern machte er sich öfter über seinen dritten Spitznamen Quoteless Joe lustig, da er in Interviews meist nur farblose und uninteressante Kommentare von sich gab. Am 20. April 2010 wurde Joe Sakic in die Colorado Sports Hall of Fame aufgenommen, im September desselben Jahres folgte die Aufnahme in die British Columbia Sports Hall of Fame.

## Erfolge, Auszeichnungen und Rekorde

### Canadian Hockey League
| - 1987 WHL East Second All-Star Team - 1987 Stewart „Butch“ Paul Memorial Trophy (WHL East; gemeinsam mit Dennis Holland) - 1987 WHL Player of the Year (WHL East; gemeinsam mit Rob Brown) - 1988 WHL East First All-Star Team | - 1988 Bob Clarke Trophy (gemeinsam mit Theoren Fleury) - 1988 WHL Player of the Year - 1988 CHL Player of the Year |

### National Hockey League
| - 1990 Teilnahme am NHL All-Star Game - 1991 Teilnahme am NHL All-Star Game - 1992 Teilnahme am NHL All-Star Game - 1993 Teilnahme am NHL All-Star Game - 1994 Teilnahme am NHL All-Star Game - 1996 Teilnahme am NHL All-Star Game - 1996 Stanley-Cup-Gewinn mit der Colorado Avalanche - 1996 Conn Smythe Trophy - 1997 Teilnahme am NHL All-Star Game (verletzungsbedingte Absage) - 1998 Teilnahme am NHL All-Star Game - 2000 Teilnahme am NHL All-Star Game - 2000 NHL-Spieler des Monats März - 2000 NHL-Spieler des Monats November - 2001 Teilnahme am NHL All-Star Game | - 2001 Bud Light Plus/Minus Award (gemeinsam mit Patrik Eliáš) - 2001 Stanley-Cup-Gewinn mit der Colorado Avalanche - 2001 NHL First All-Star Team - 2001 Lady Byng Memorial Trophy - 2001 Hart Memorial Trophy - 2001 Lester B. Pearson Award - 2002 Teilnahme am NHL All-Star Game - 2002 NHL First All-Star Team - 2004 Teilnahme am NHL All-Star Game - 2004 NHL All-Star Game MVP - 2004 NHL/Sheraton Road Performer Award - 2004 NHL First All-Star Team - 2007 Teilnahme am NHL All-Star Game - 2007 NHL Foundation Player Award |

### International
| - 1988 Goldmedaille bei der Junioren-Weltmeisterschaft - 1991 Silbermedaille bei der Weltmeisterschaft - 1994 Goldmedaille bei der Weltmeisterschaft - 1996 Zweiter Platz beim World Cup of Hockey - 2002 Goldmedaille bei den Olympischen Winterspielen | - 2002 Wertvollster Spieler der Olympischen Winterspiele - 2002 Bester Stürmer der Olympischen Winterspiele - 2002 All-Star-Team der Olympischen Winterspiele - 2004 Goldmedaille beim World Cup of Hockey |

### Sonstiges
- 2002 Aufnahme in den Triple Gold Club
- 2010 Aufnahme in die Colorado Sports Hall of Fame
- 2010 Aufnahme in die British Columbia Sports Hall of Fame
- 2012 Aufnahme in die Hockey Hall of Fame
- 2017 Aufnahme in die IIHF Hall of Fame
- 2022 NHL General Manager of the Year Award

### Rekorde
| NHL-Rekorde - Meiste Punkte (1641) – 9. Platz - Meiste Assists (1016) – 11. Platz - Meiste Tore (625) – 15. Platz | Play-off-Rekorde - Meiste Overtime-Tore (8) – 1. Platz - Meiste Tore in einer Saison (18, 1995–1996) – 2. Platz - Meiste Punkte (188) – 8. Platz - Meiste Tore (84) – 7. Platz |

#### Franchiserekorde Nordiques de Québec
Reguläre Saison

Statistik seit der NHL-Zugehörigkeit der Nordiques 1979
| - Meiste Spiele (508) – 8. Platz - Meiste Punkte (626) – 4. Platz - Meiste Tore (234) – 4. Platz - Meiste Assists (392) – 3. Platz | - Meiste Überzahl-Tore (69) – 4. Platz - Meiste Unterzahl-Tore (12) – 2. Platz |

#### Franchiserekorde Colorado Avalanche
Reguläre Saison

| - Meiste Spiele (870) – 2. Platz - Meiste Punkte (1015) – 1. Platz - Meiste Tore (391) – 1. Platz - Meiste Assists (624) – 1. Platz | - Meiste Überzahl-Tore (136) – 1. Platz - Meiste Unterzahl-Tore (20) – 1. Platz - Meiste Spielzeiten (13) – 1. Platz |

Play-offs
| - Meiste Spiele (160) – 1. Platz - Meiste Punkte (177) – 1. Platz - Meiste Tore (77) – 1. Platz - Meiste Assists (100) – 1. Platz | - Meiste Überzahl-Tore (25) – 1. Platz - Meiste Unterzahl-Tore (3) – 1. Platz |

Mit insgesamt 17 Spielzeiten als Mannschaftskapitän hält Joe Sakic den Franchiserekord in dieser Kategorie; ligaweit war nur Steve Yzerman, der in 19 Saisons die Detroit Red Wings als Kapitän anführte, länger als Spielführer eines Teams aktiv.